# 上海市嘉定工业区
嘉定工业区，是上海市嘉定区下辖的一个类似乡级单位。同时也是市级工业区。总面积78.1平方公里。分为南区与北区。南区于1994年9月批准建立，规划面积57.2万平方公里。北区成立于2003年1月，核心开发区域32.4平方公里。2010年园区工业总产值6424371万元，增加值1213981万元，税收收入367094万元，财政收入83325万元，合同外资20880万元，外贸出口204752万元。
2003年6月17日，上海市人民政府批复同意嘉定区撤销娄塘镇并将娄塘镇的行政区域范围划入徐行镇的请示。同时嘉定区人民政府决定委托嘉定工业区管理委员会对原娄塘镇行政区域行使管理职能。
2022年9月28日，位于嘉定工业区北区的上海汽车芯谷開園。

## 行政区划
嘉定工业区下辖22个居委会及20个村委会：

### 南区
庆阳社区居委会、凤池社区居委会、福蕴社区居委会、民乐社区居委会、横沥社区居委会、永盛社区居委会、胜辛社区居委会、裕民社区居委会、宜景社区居委会、丰怡社区居委会、辛勤村村委会、牌楼村村委会、群裕村村委会、胜利村村委会、虬桥村村委会、现龙村村委会。

### 北区
新宝社区居委会、越华社区居委会、天华社区居委会、汇旺社区居委会、娄塘社区居委会、汇珠社区居委会、梧桐社区居委会、蔷薇社区居委会、汇源社区居委会、慈竹社区居委会、嘉盛园社区居委会、永泰社区居委会、娄塘村村委会、泾河村村委会、赵厅村村委会、娄东村村委会、草庵村村委会、陆渡村村委会、灯塔村村委会、雨化村村委会、旺泾村村委会、朱家桥村村委会、黎明村村委会、白墙村村委会、竹桥村村委会、三里村村委会。